# Biserica „Sfântul Gheorghe și Sfântul Nicolae” din Zorlești
Biserica cu dublu hram „Sfântul Gheorghe și Sfântul Nicolae” din Zorlești, comuna Prigoria, județul Gorj, a fost  ridicată între anii 1774-1775. Lăcașul de cult figurează pe lista monumentelor istorice 2010, cod LMI GJ-II-m-B-09461.

## Istoric și trăsături
Lăcașul de cult a fost ctitorit în anul 1775, pe vremea lui Alexandru Ipsilanti; pisania de piatră de la intrare are următorul conținut: „Este zidită din temelie cu osteneala și toată cheltuiala sfinției sale părintelui protopop Barbu Zorilescu, cpt. Mihai I. Constantinescu, Ioana Căpitanul Protopopii și Radu Căpitanul, așa să le fie dumnealor și la tot neamul veșnică pomenire; și acest dumnezăiesc lucru s-a făcut din zilele prea luminatului nostru domn Alexandru Ioan Ipsilante, voievod cu blagoslovenia preasfințenii sale Chiru Chir Chierasie, episcope al Râmnicului; în 1775“. Biserica se află într-o stare avansată de degradare și are nevoie de lucrări urgente de consolidare. Lucrări de reparații nu s-au mai făcut din anii 1967-1978, când fundația de țăruși a fost înlocuită cu una din beton, iar biserica a fost acoperită cu tablă.

## Imagini

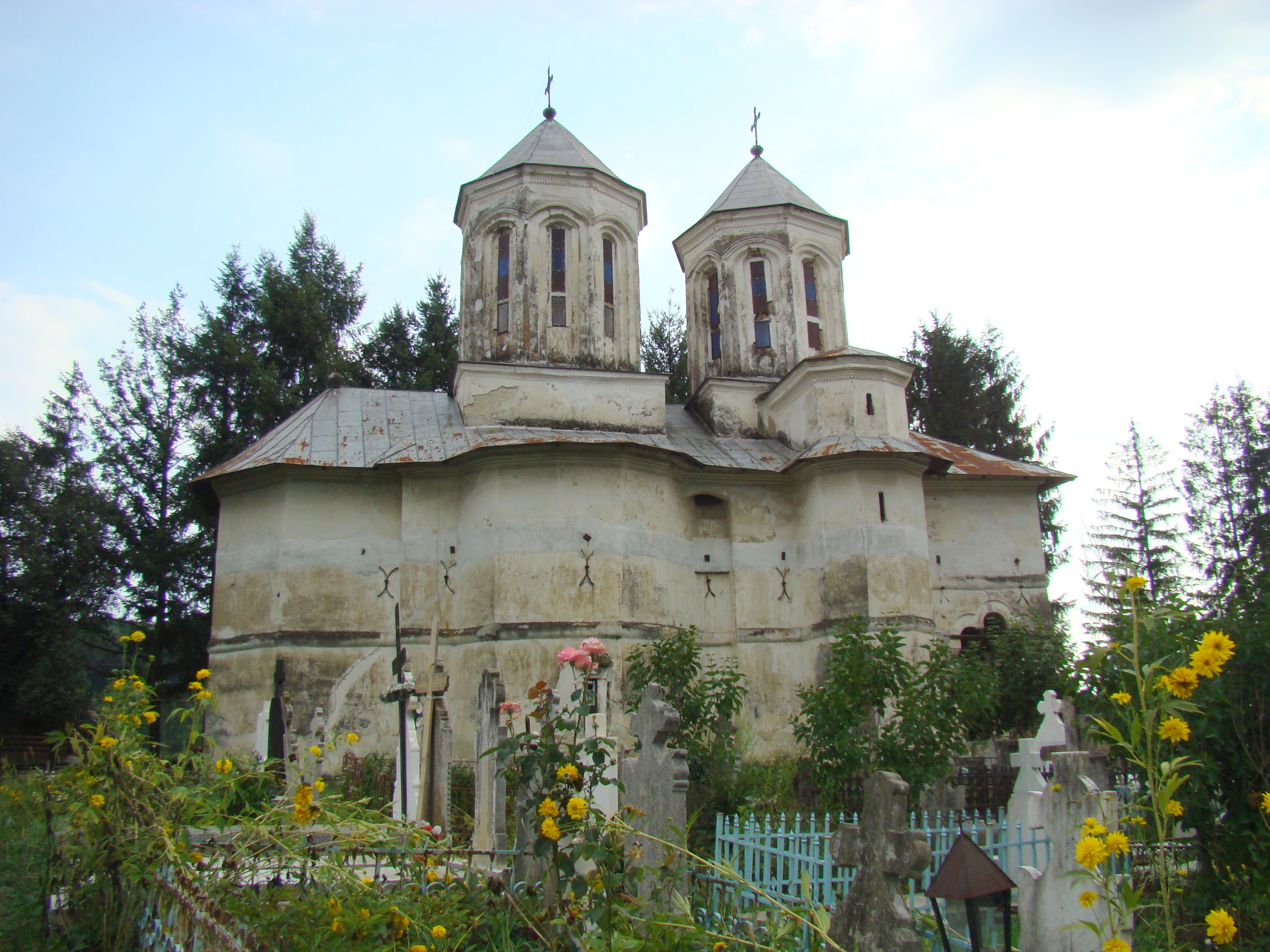
Biserica (nord)
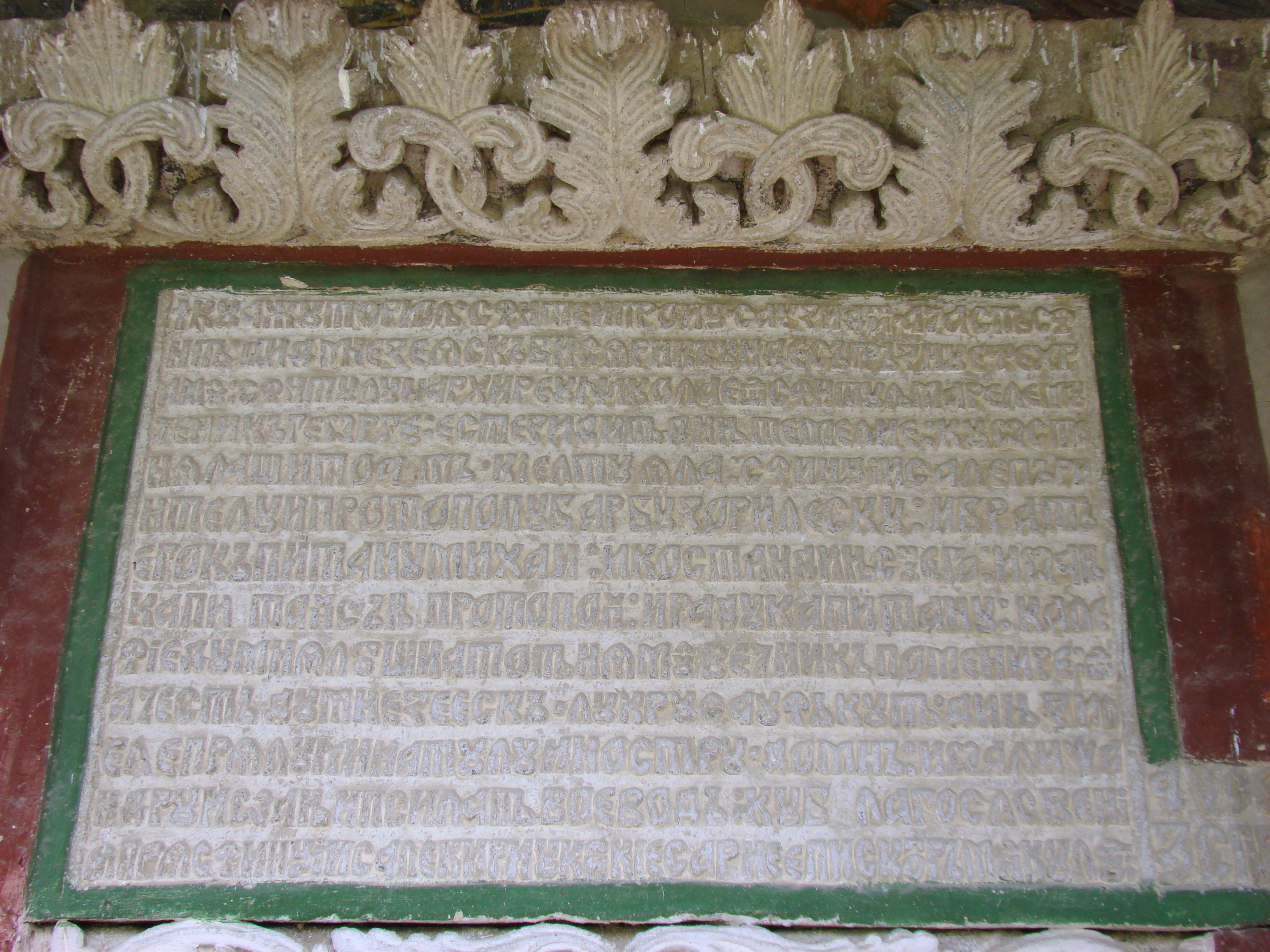
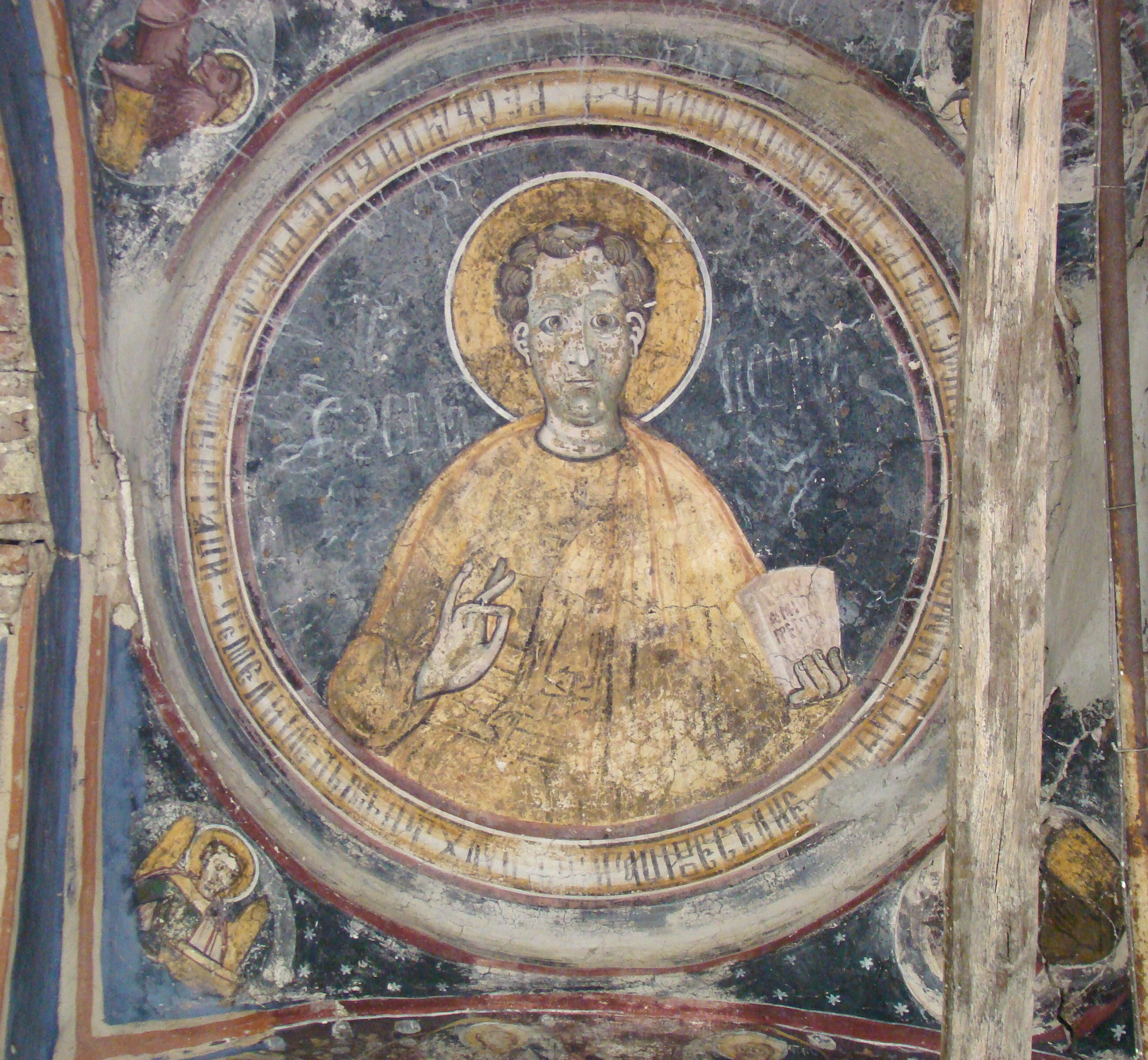
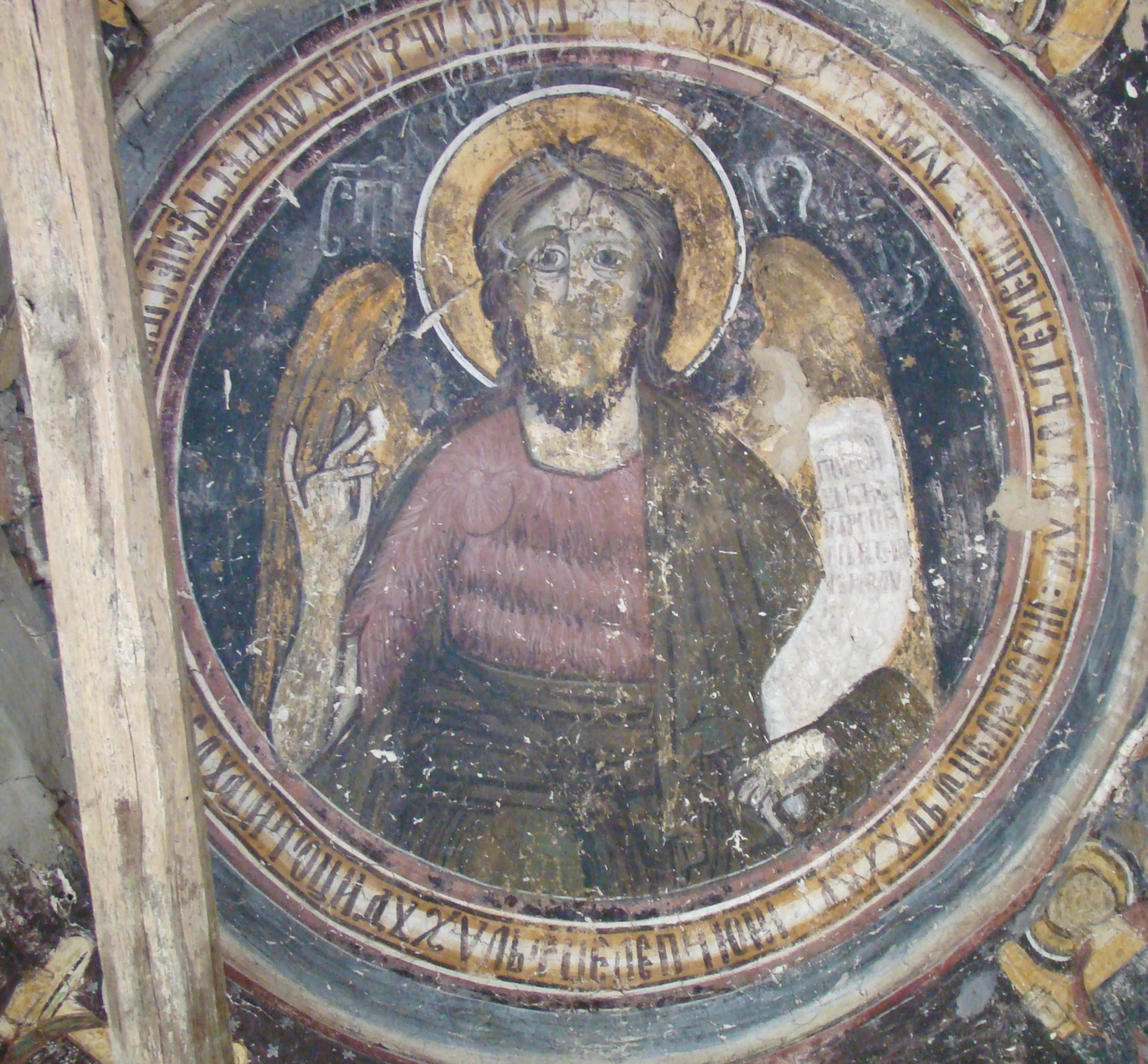
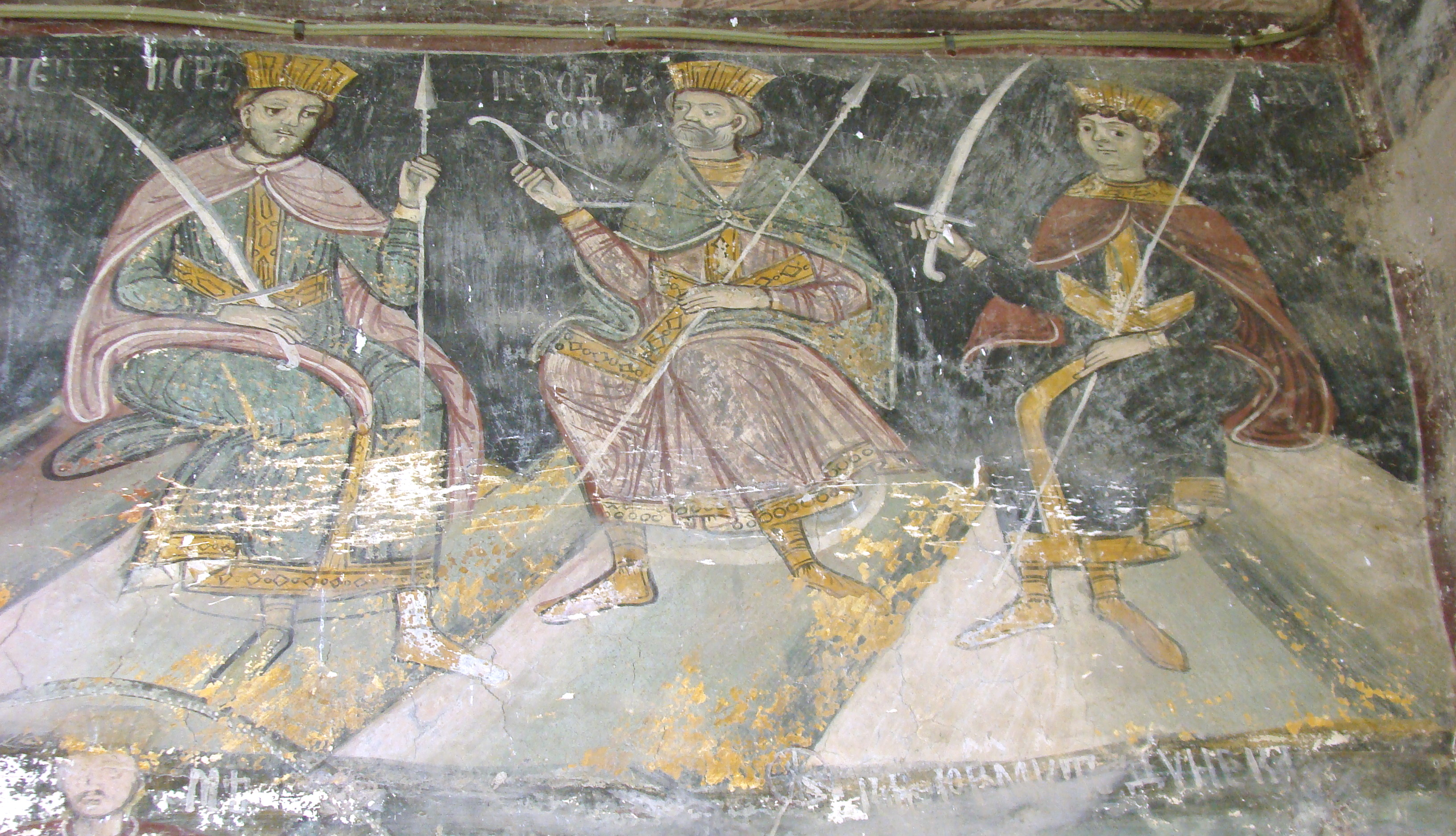
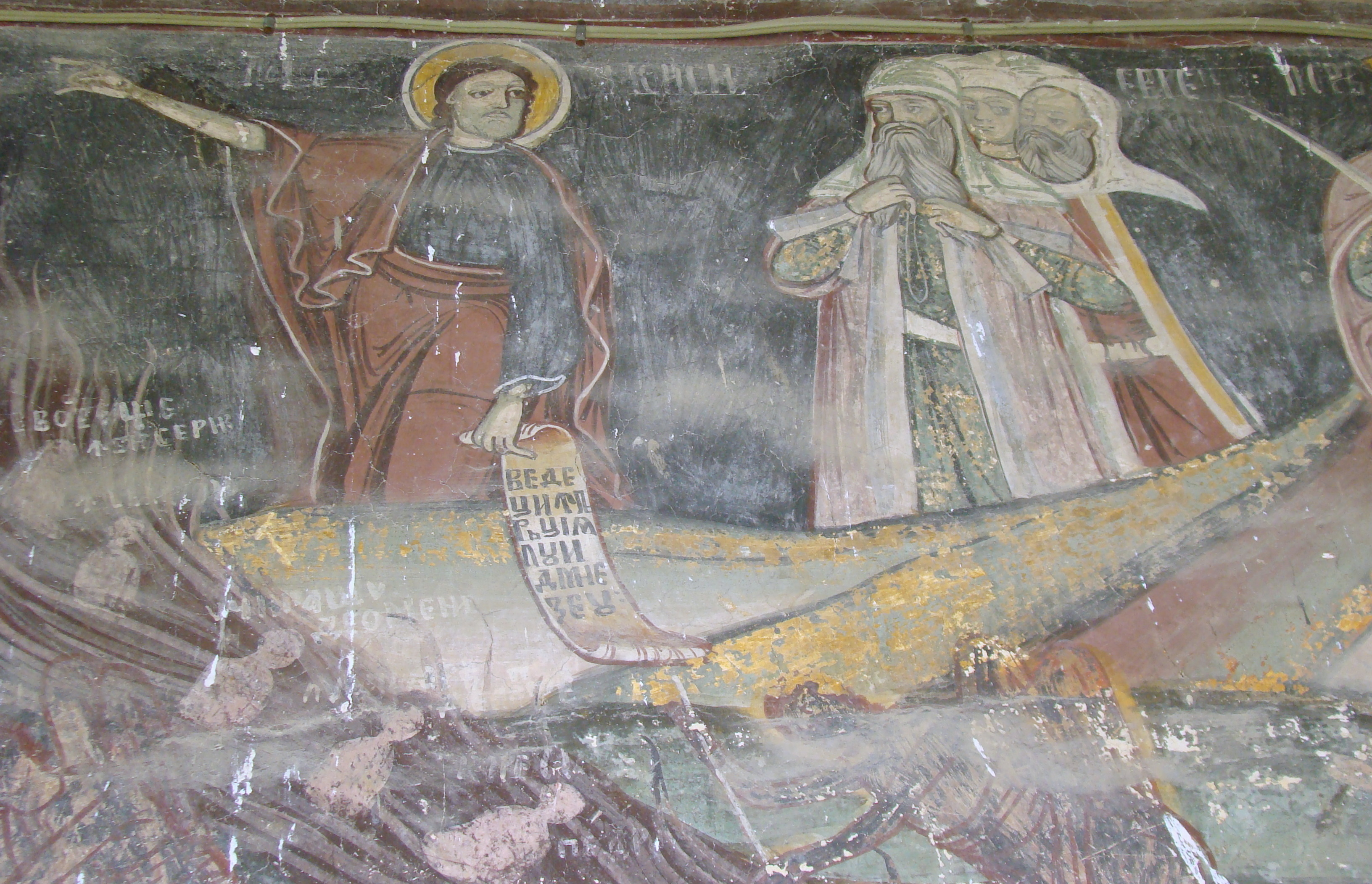
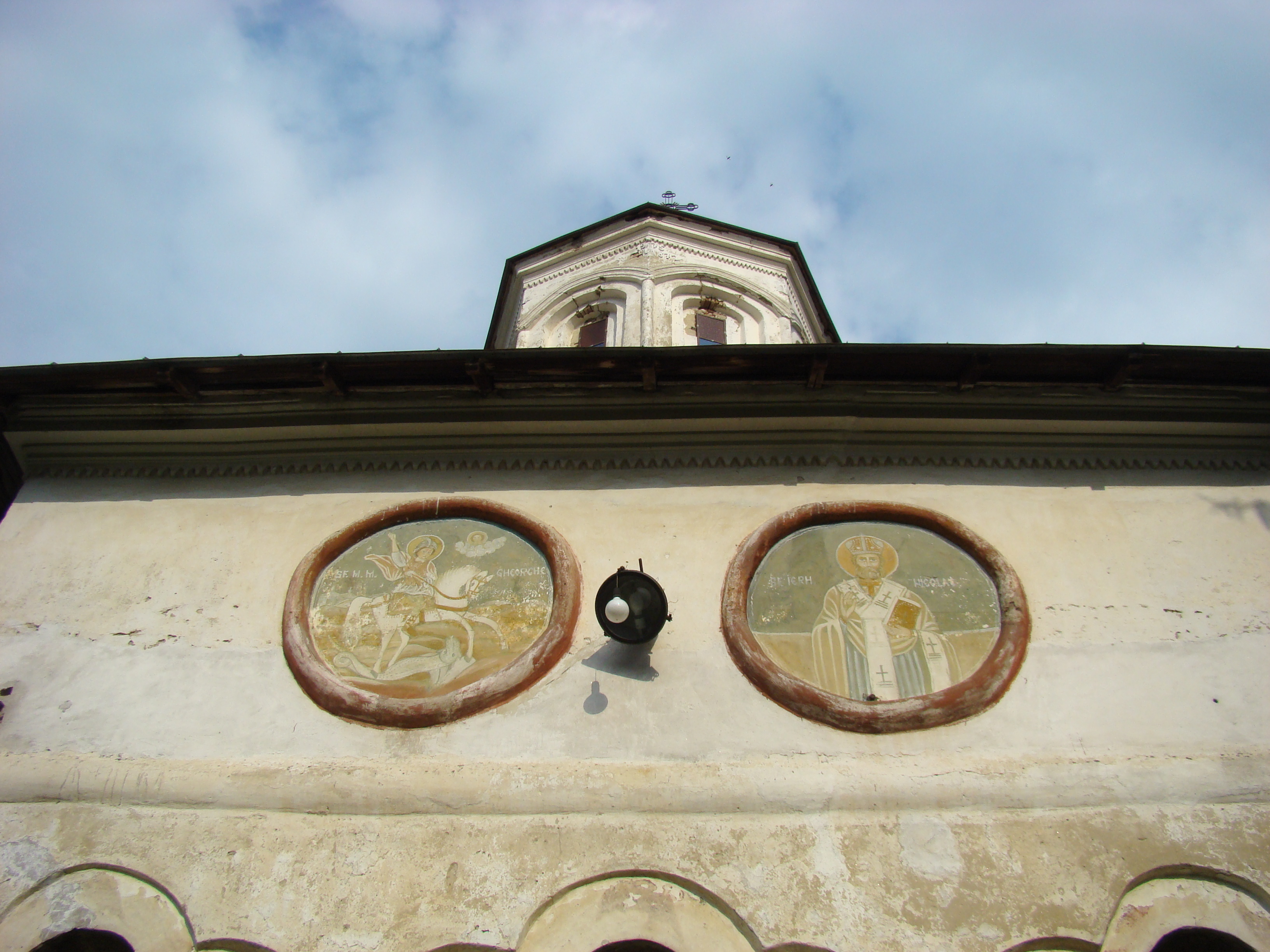
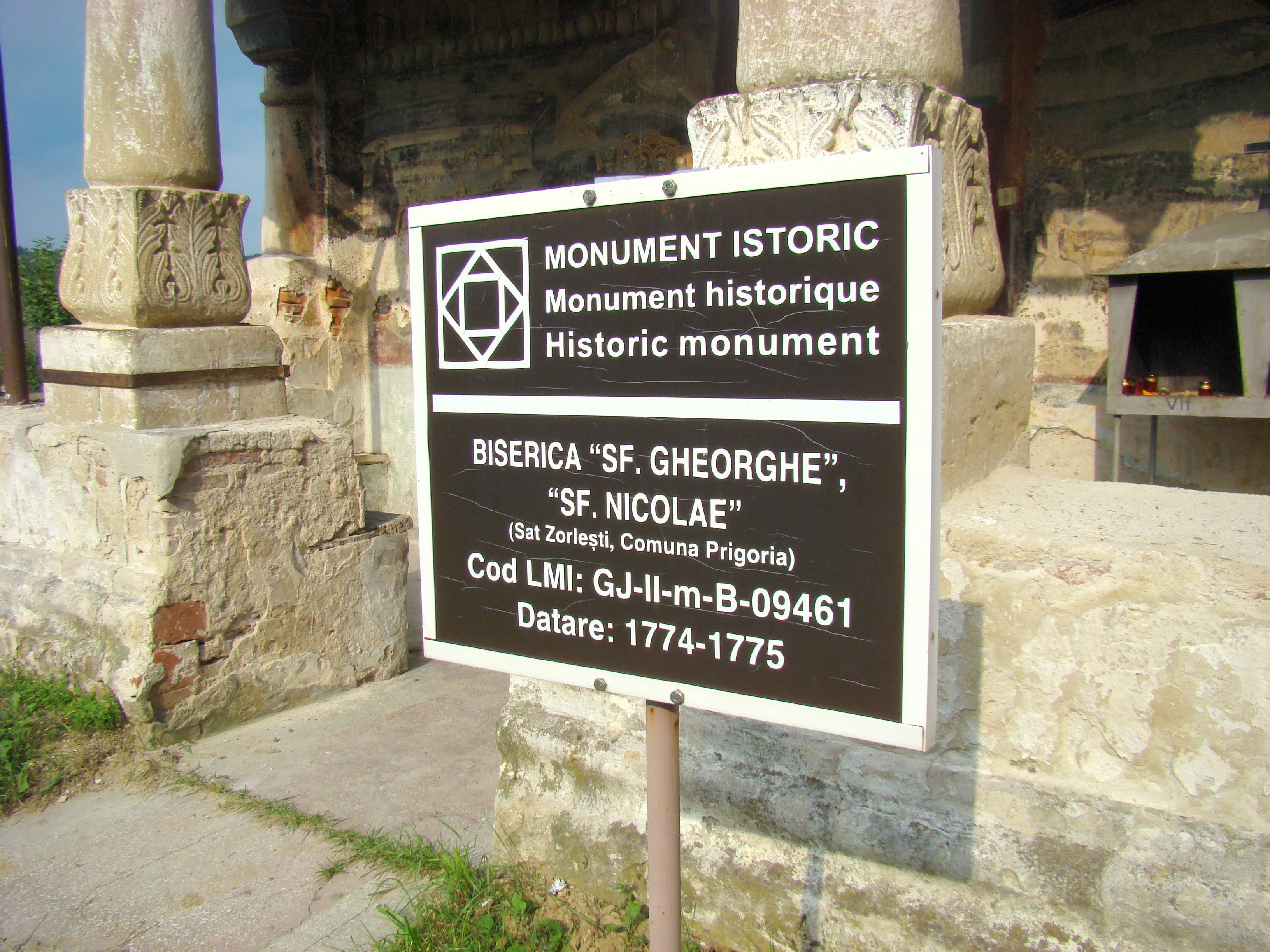
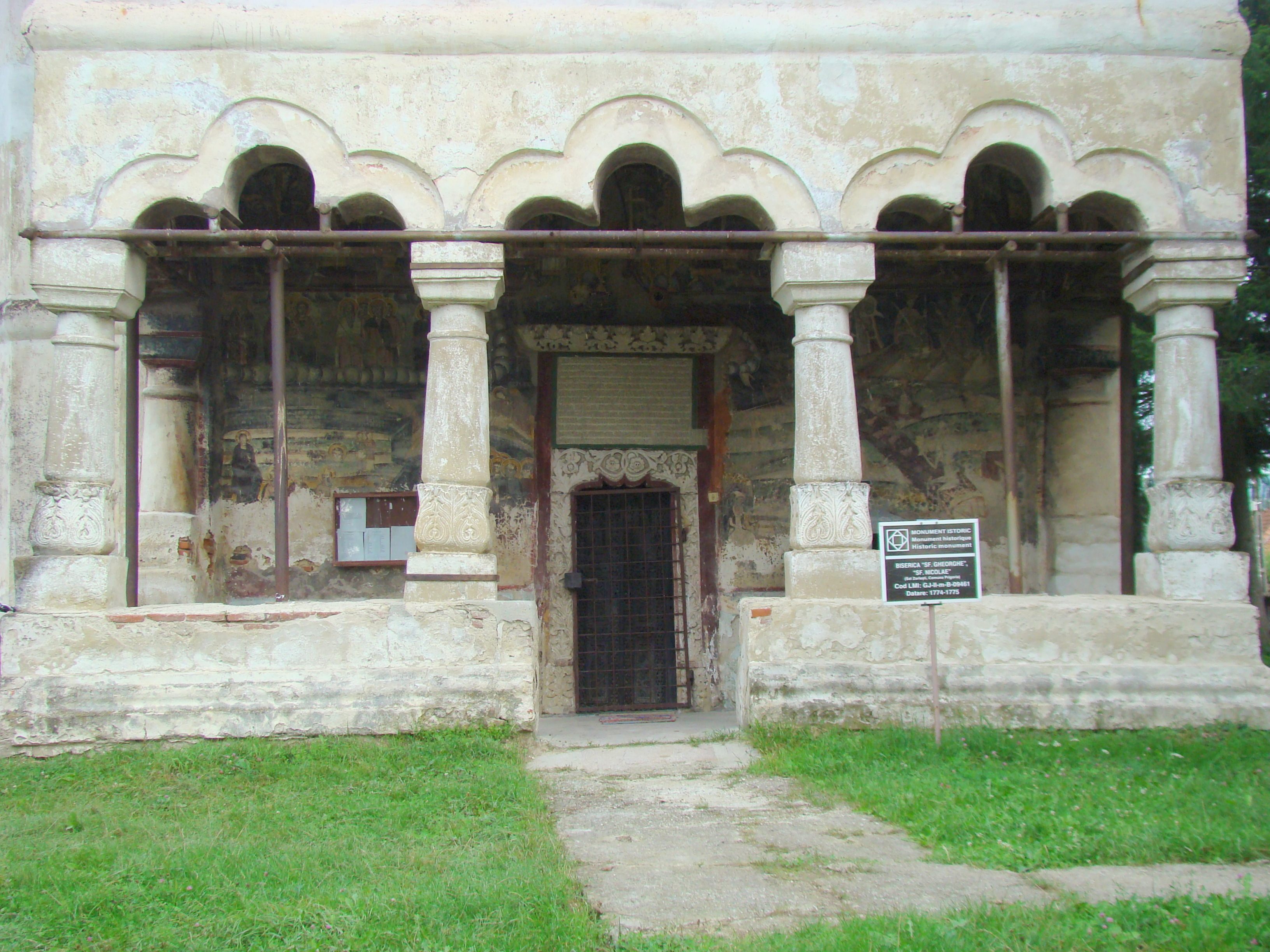
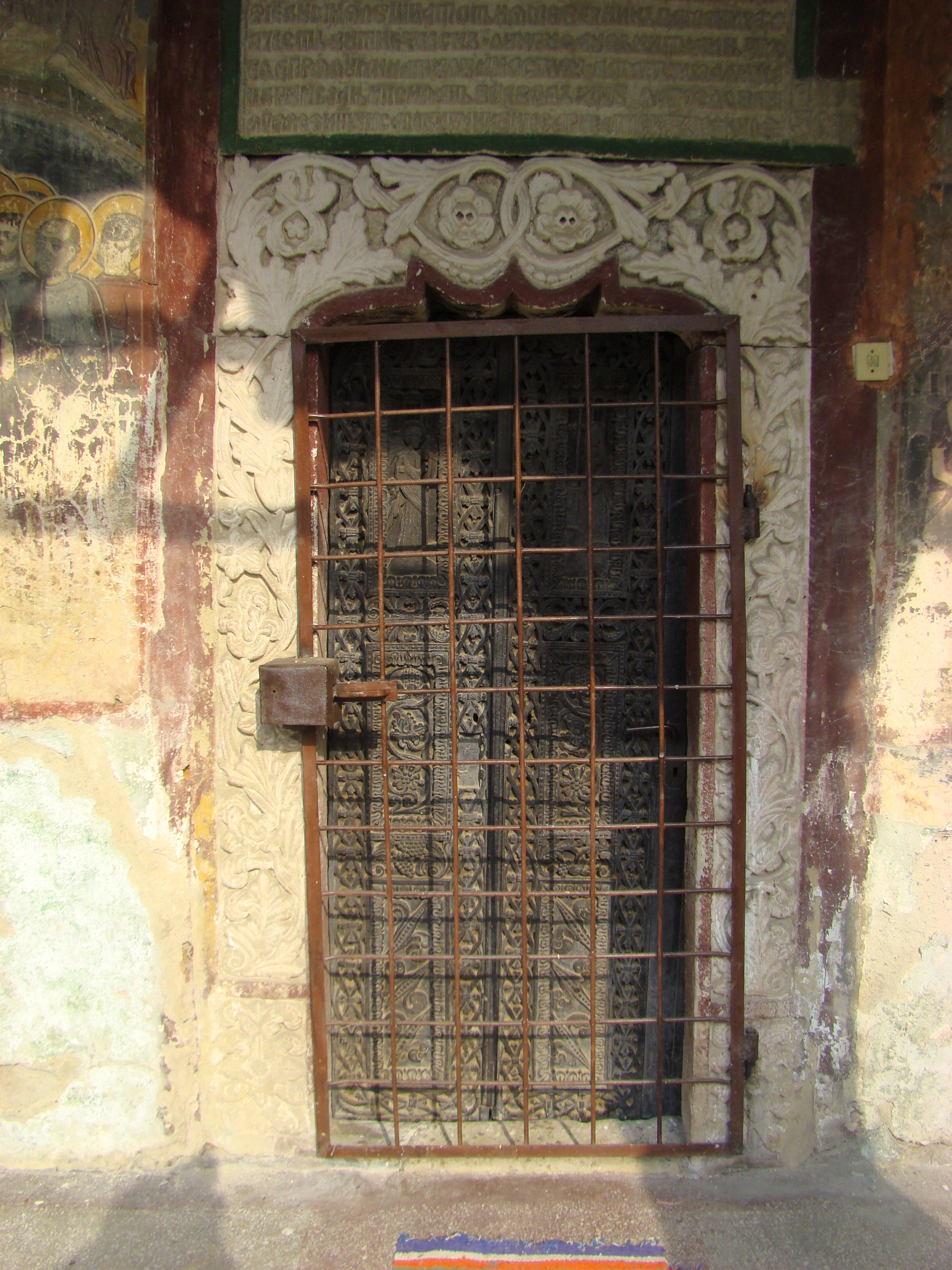
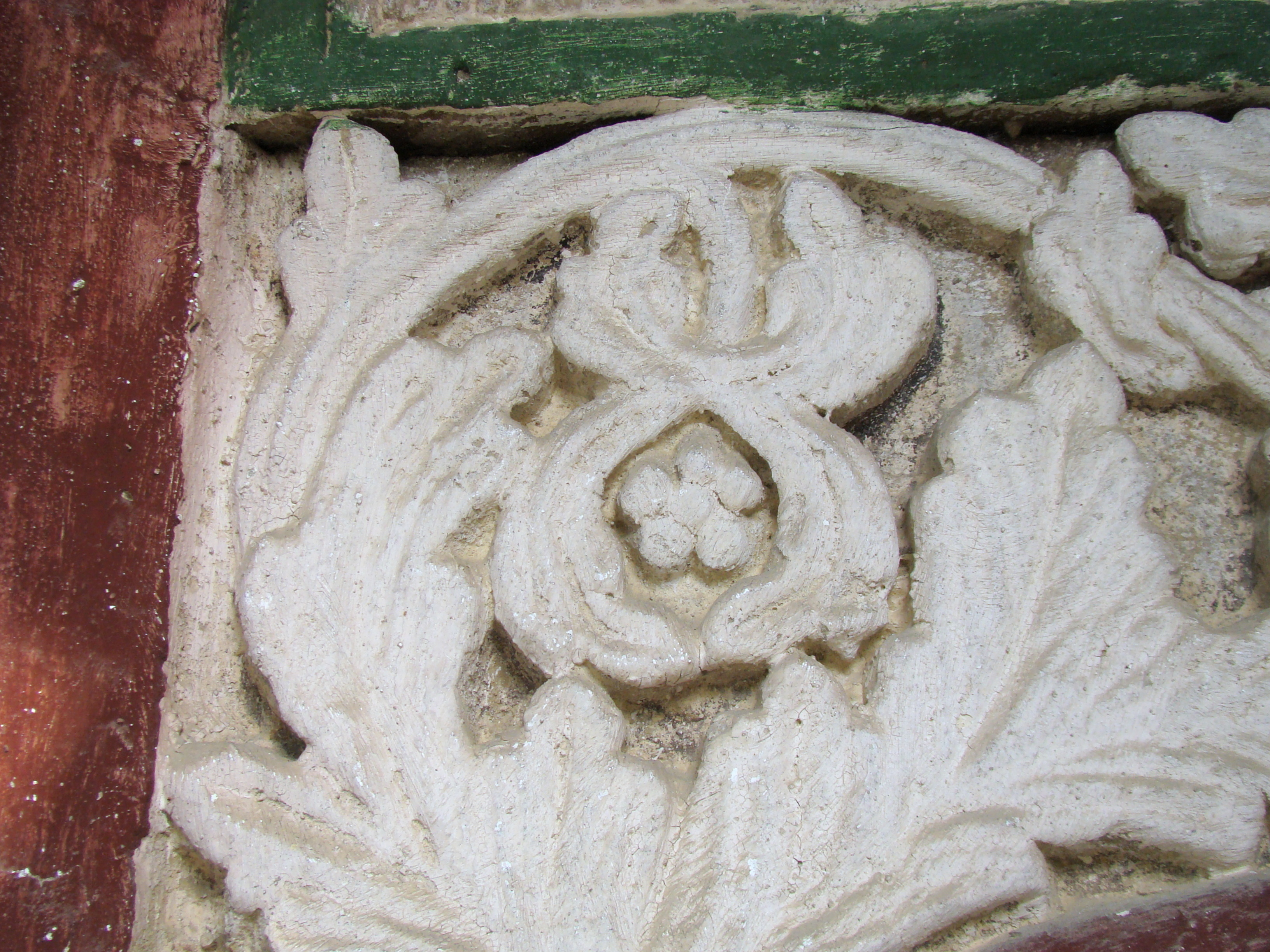
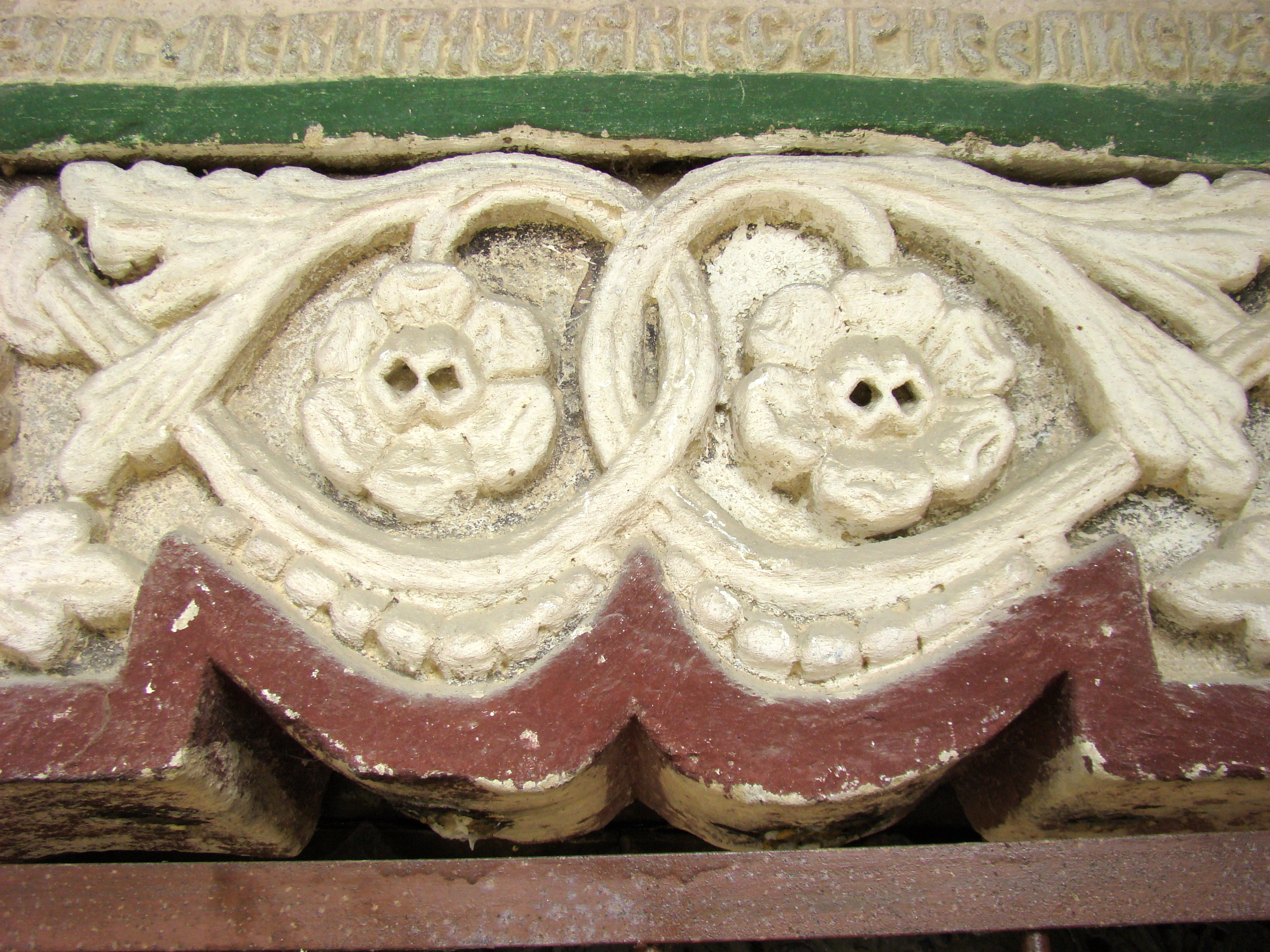
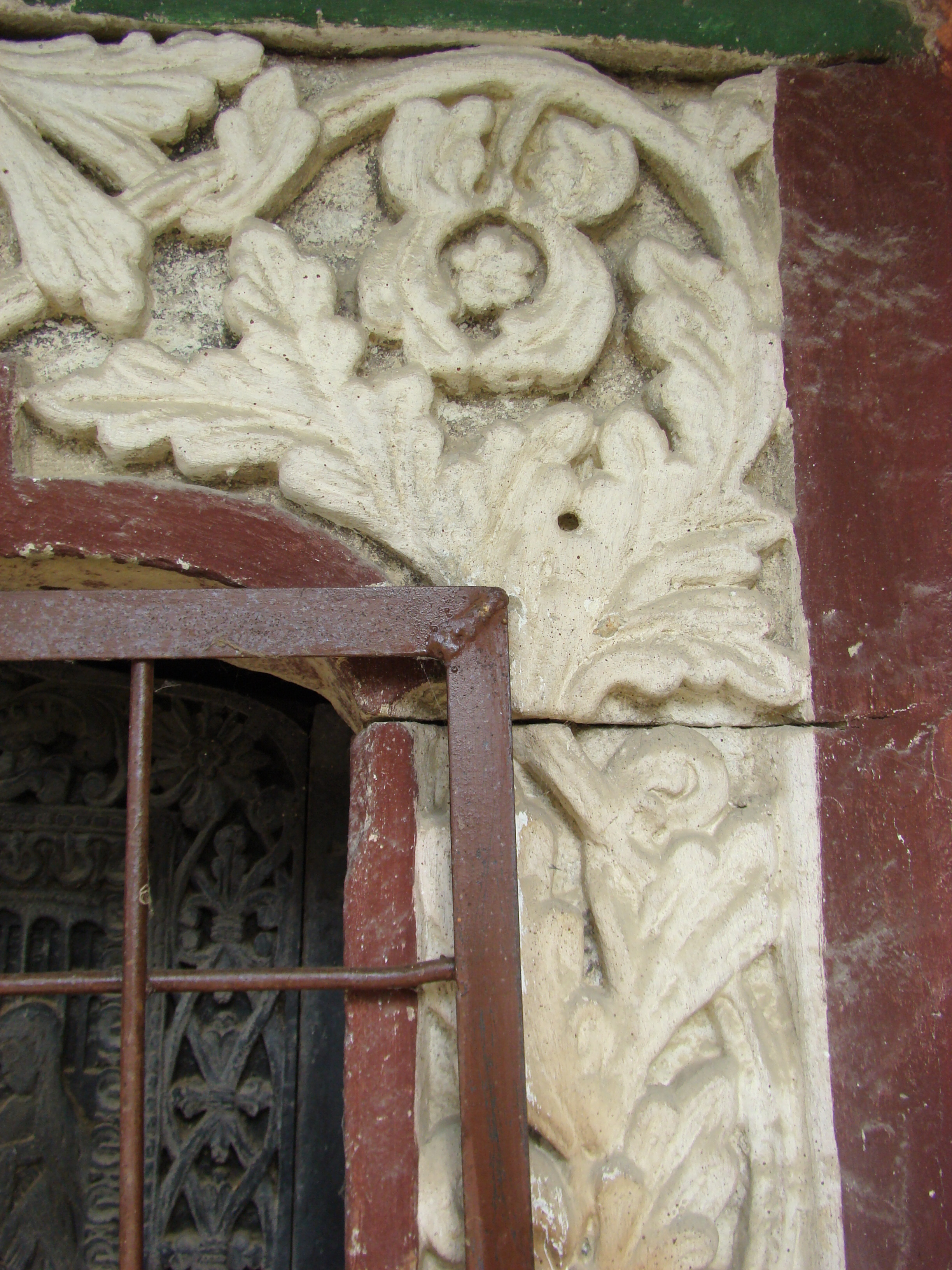
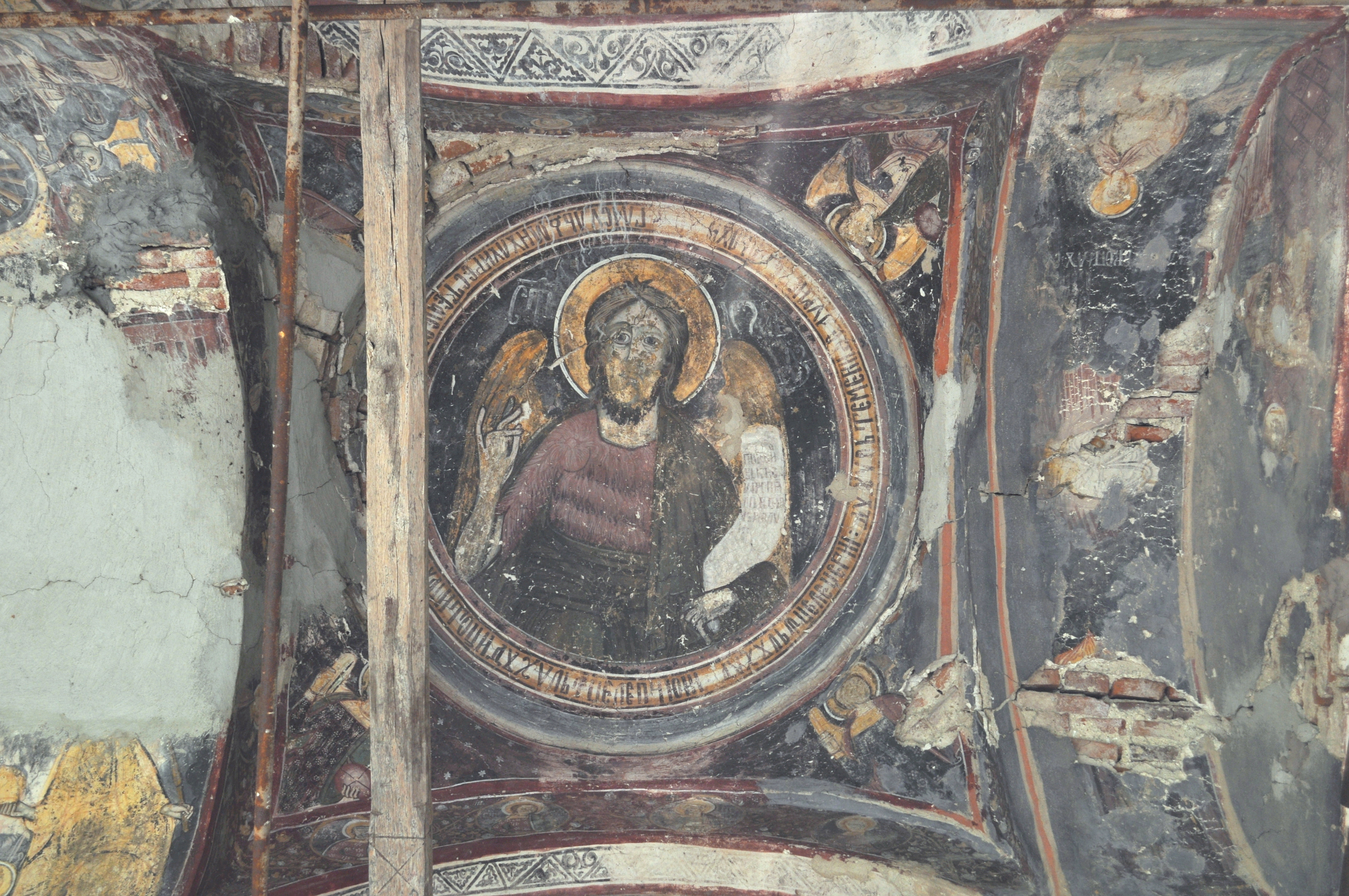
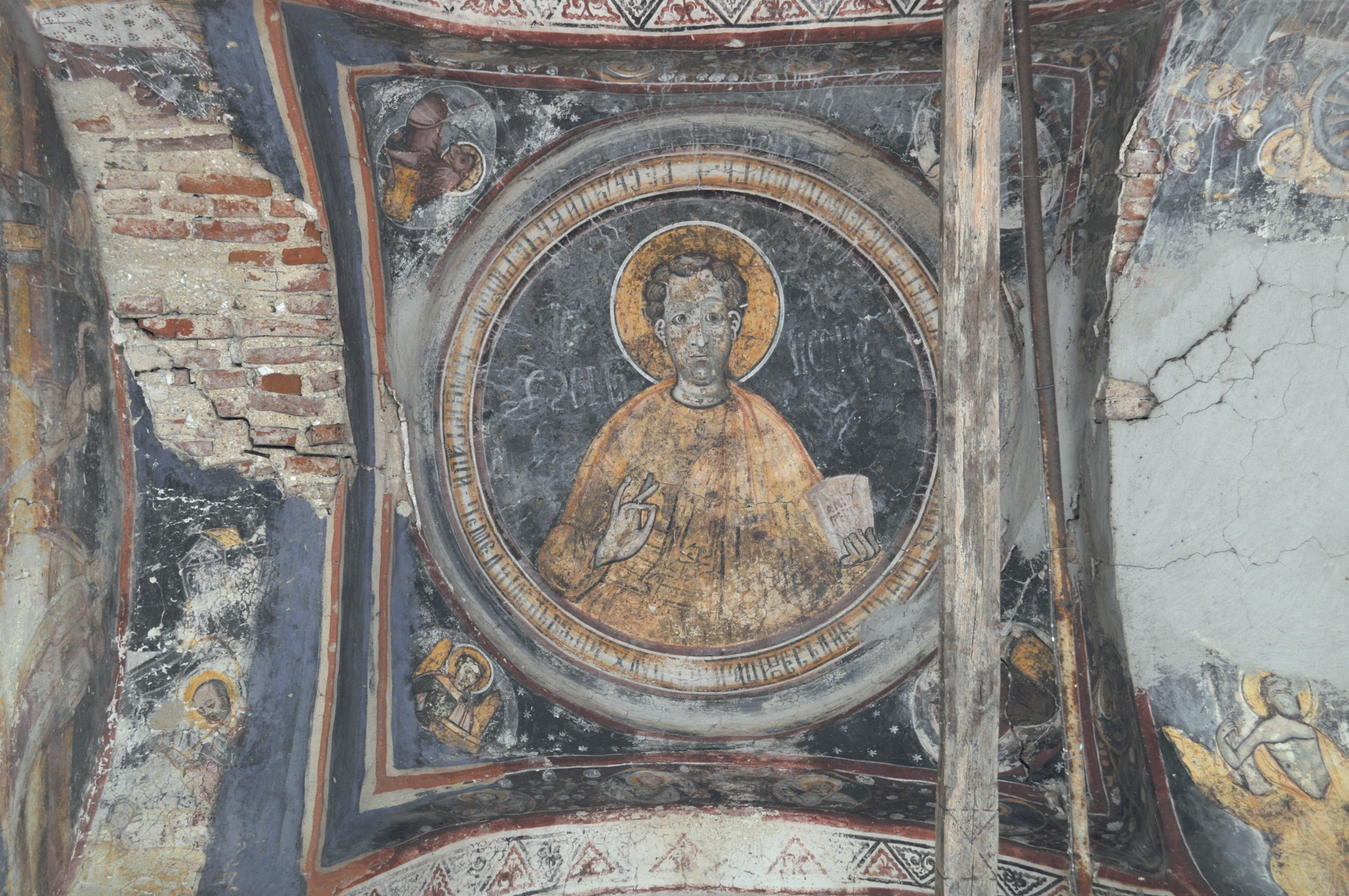
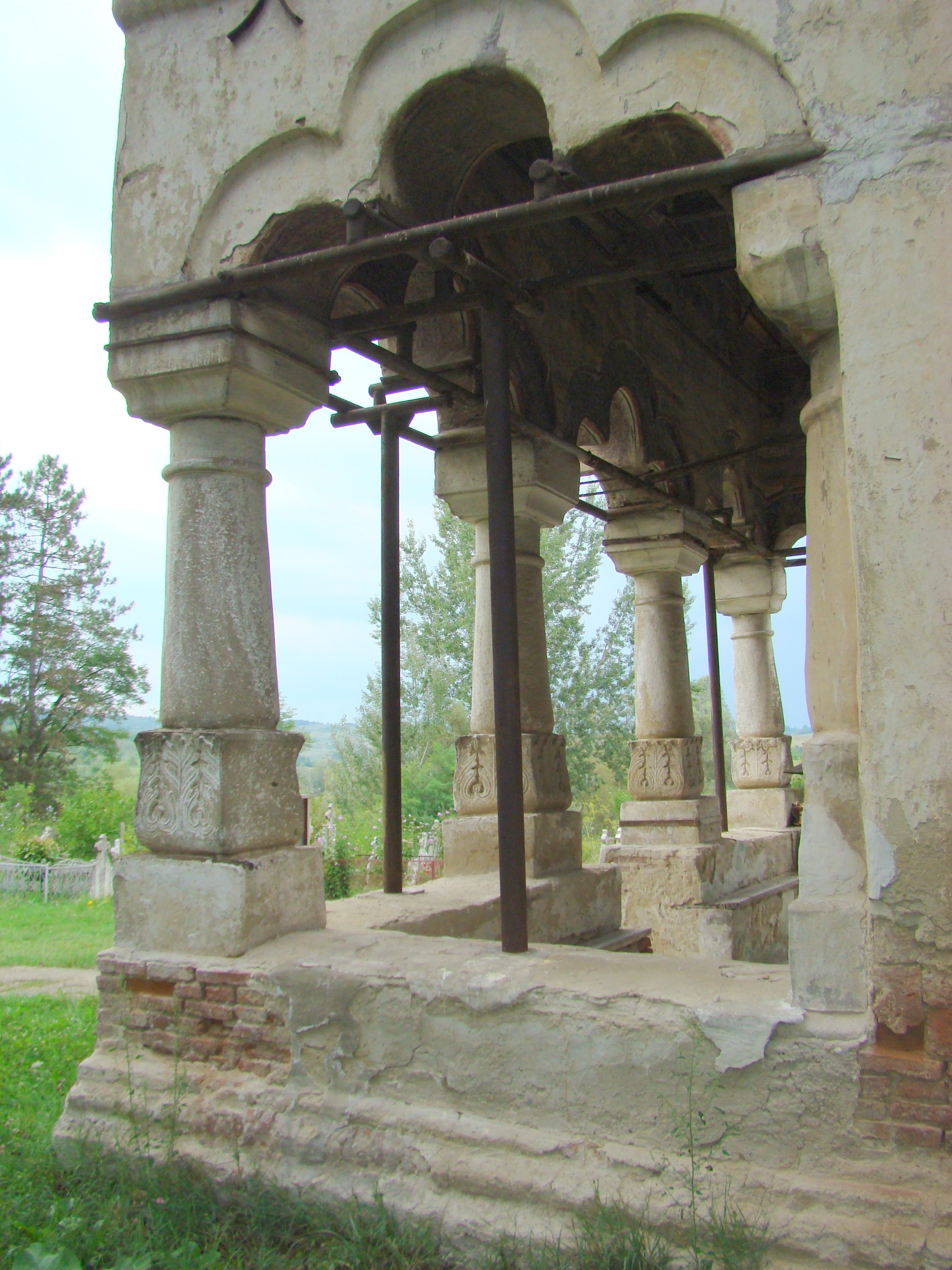
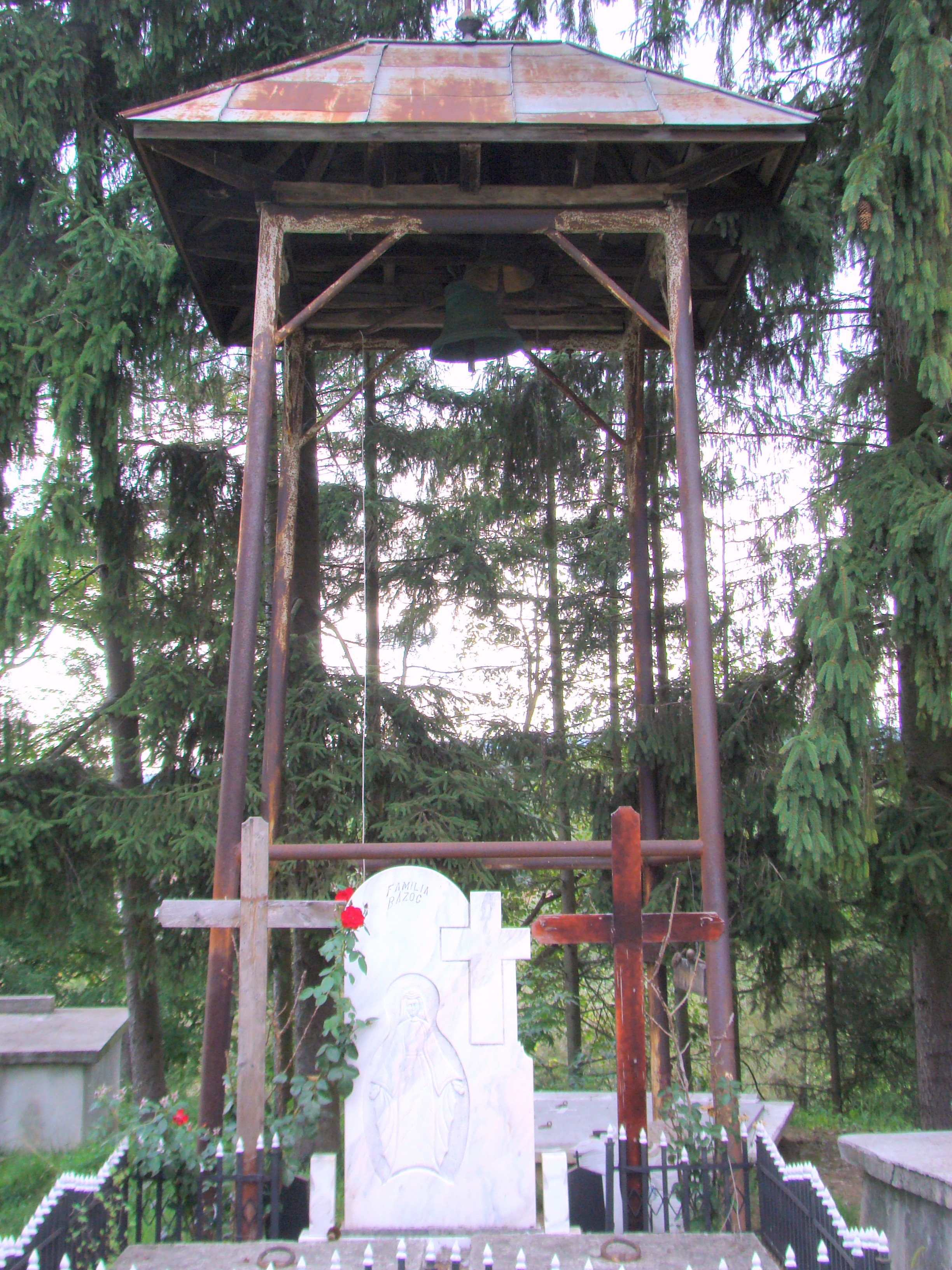
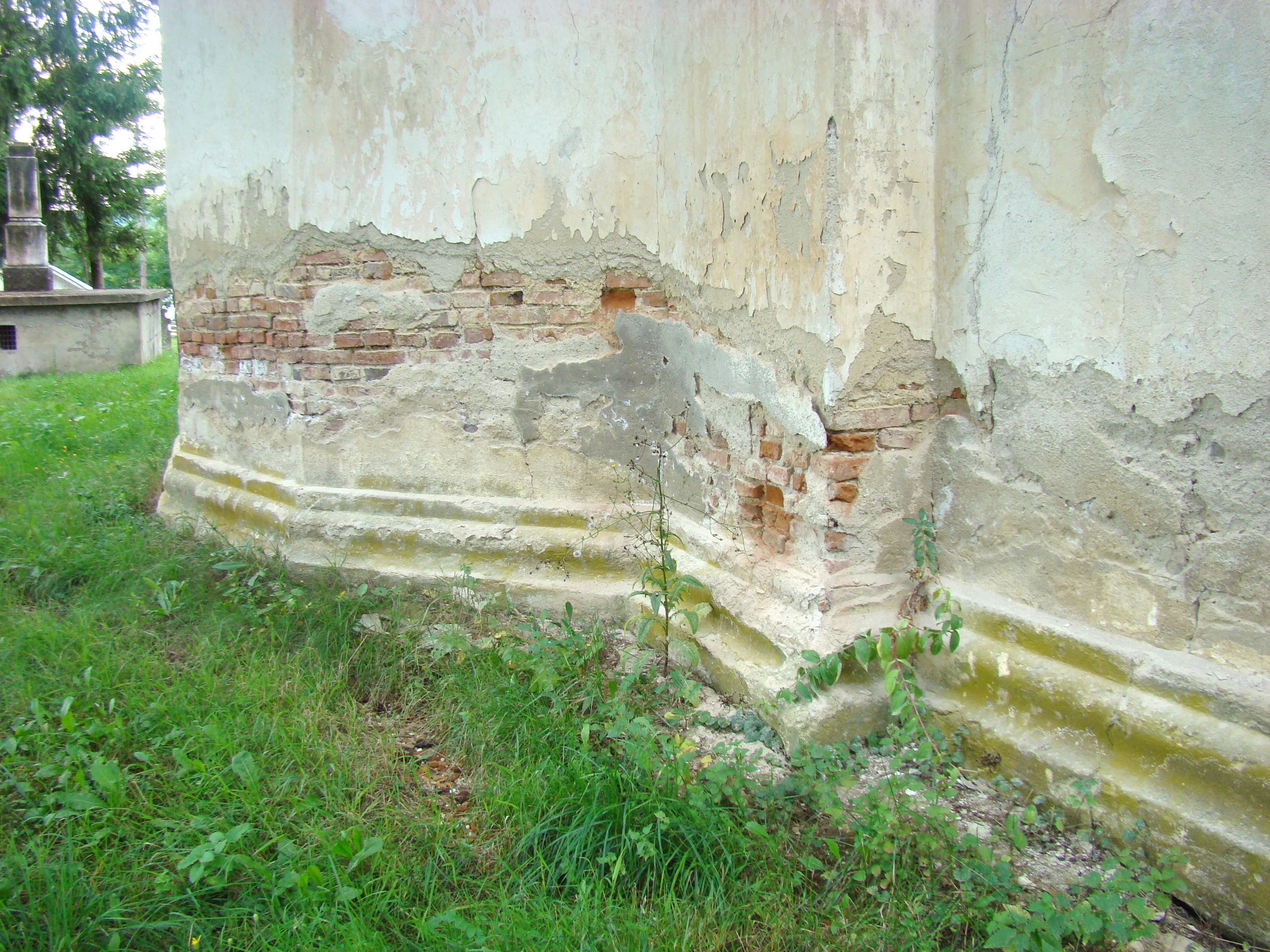
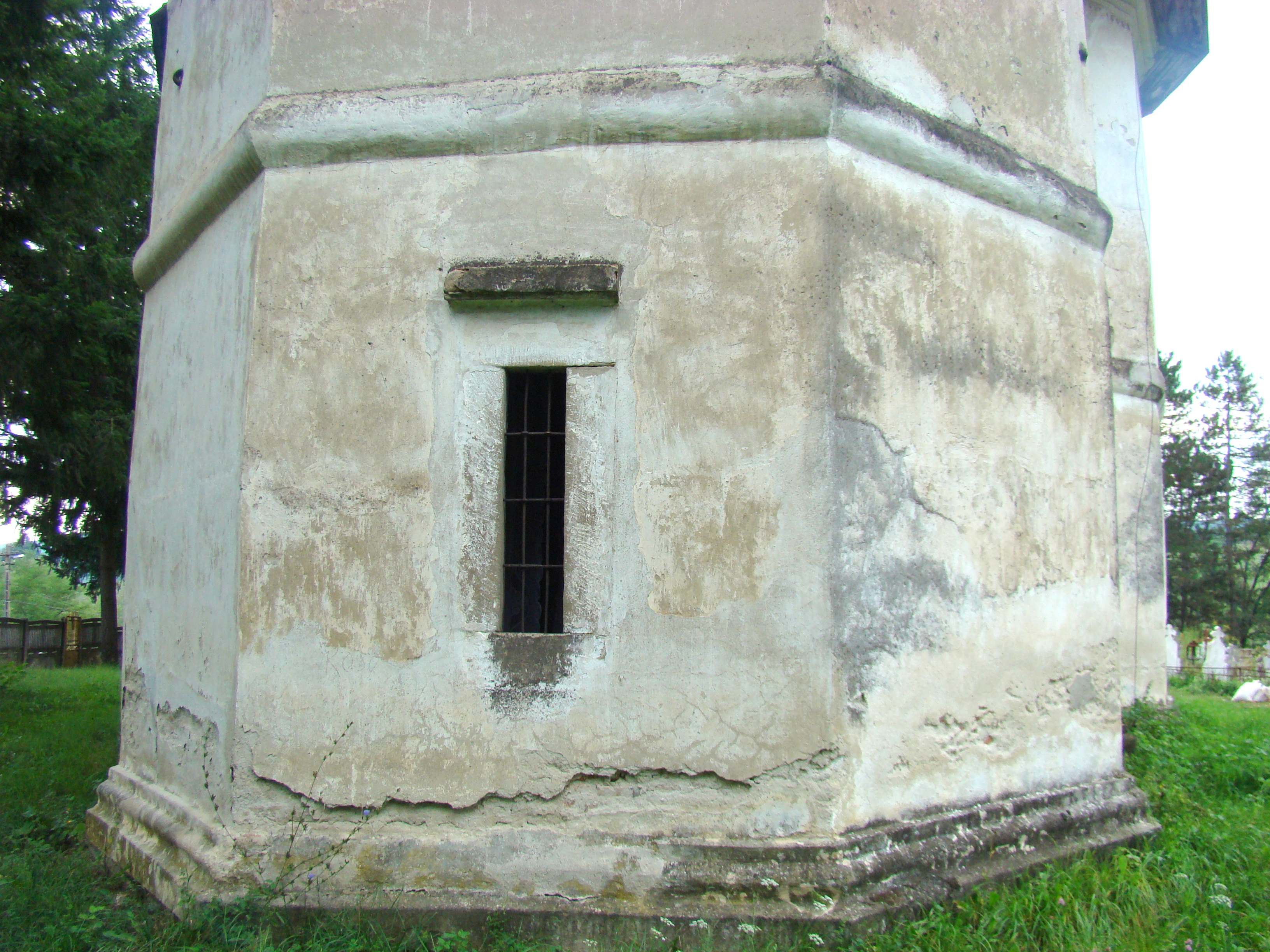
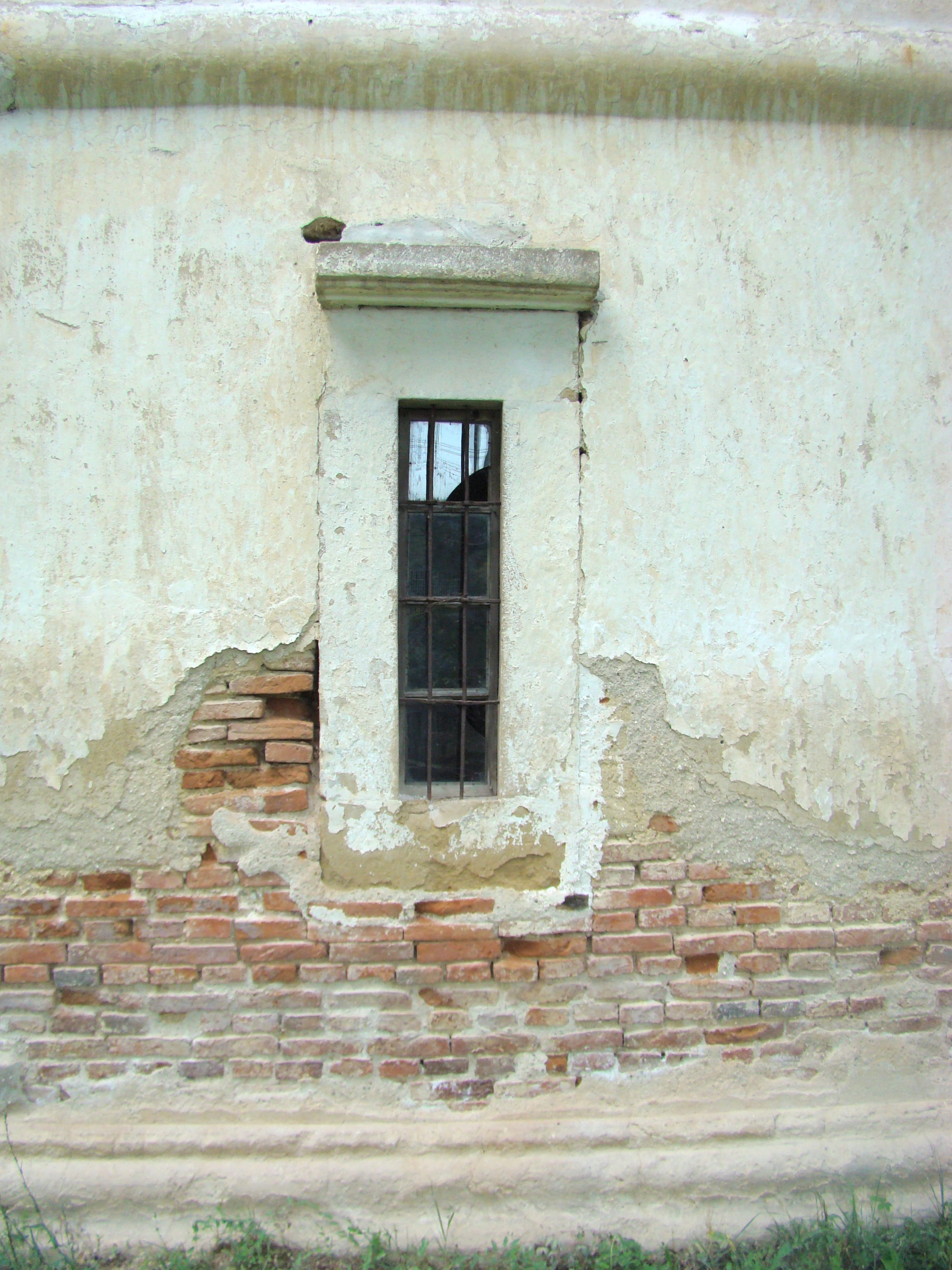
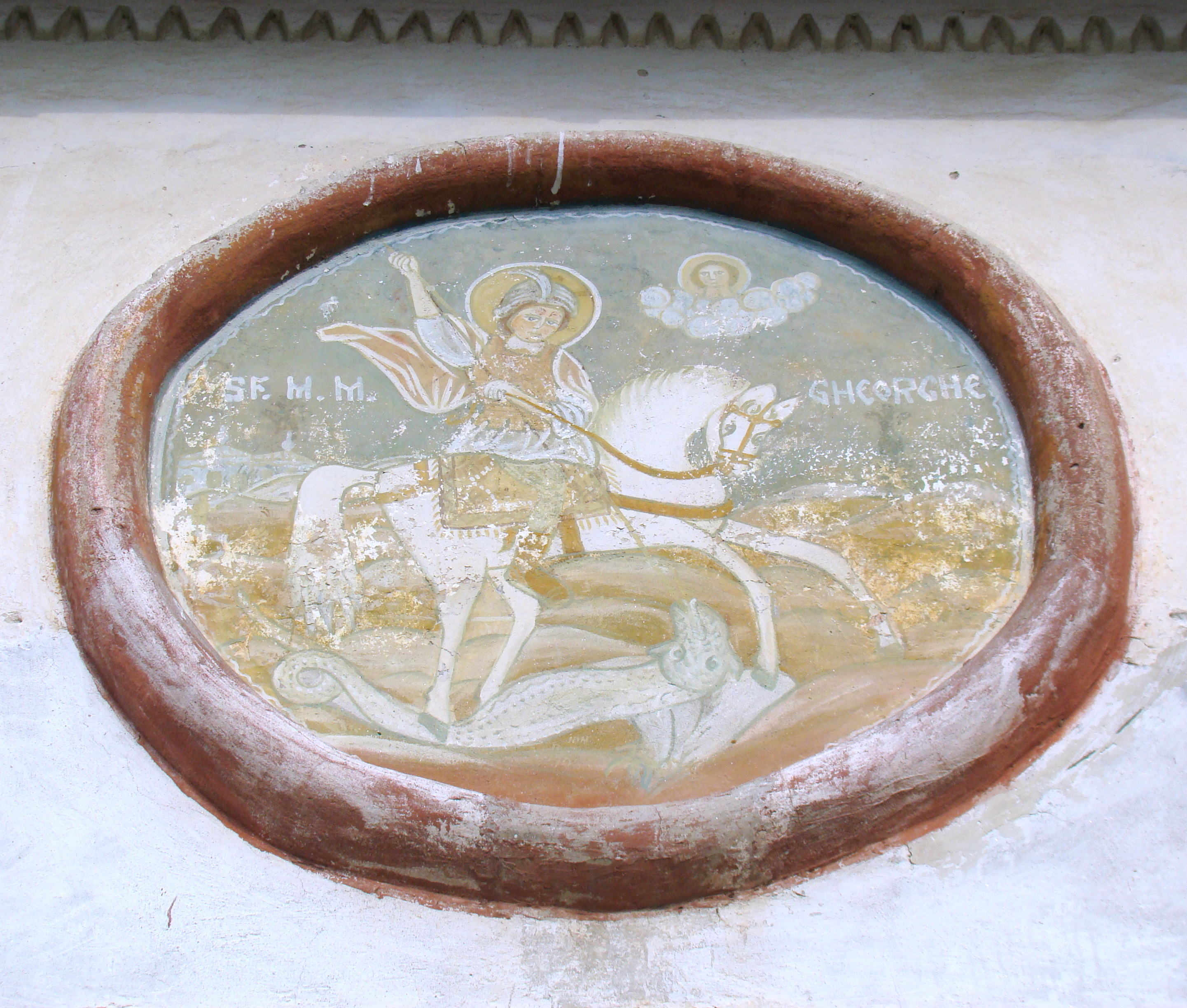
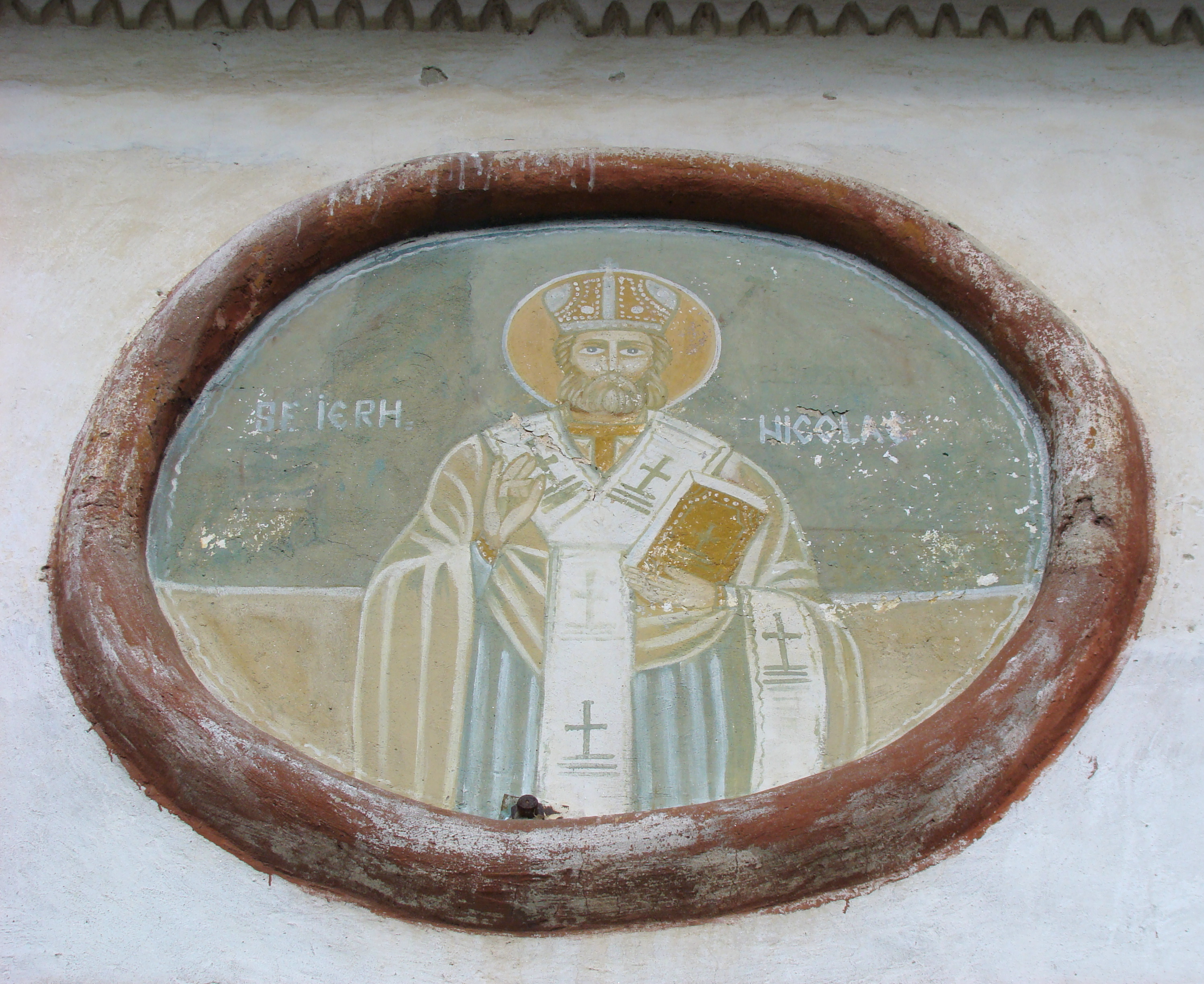
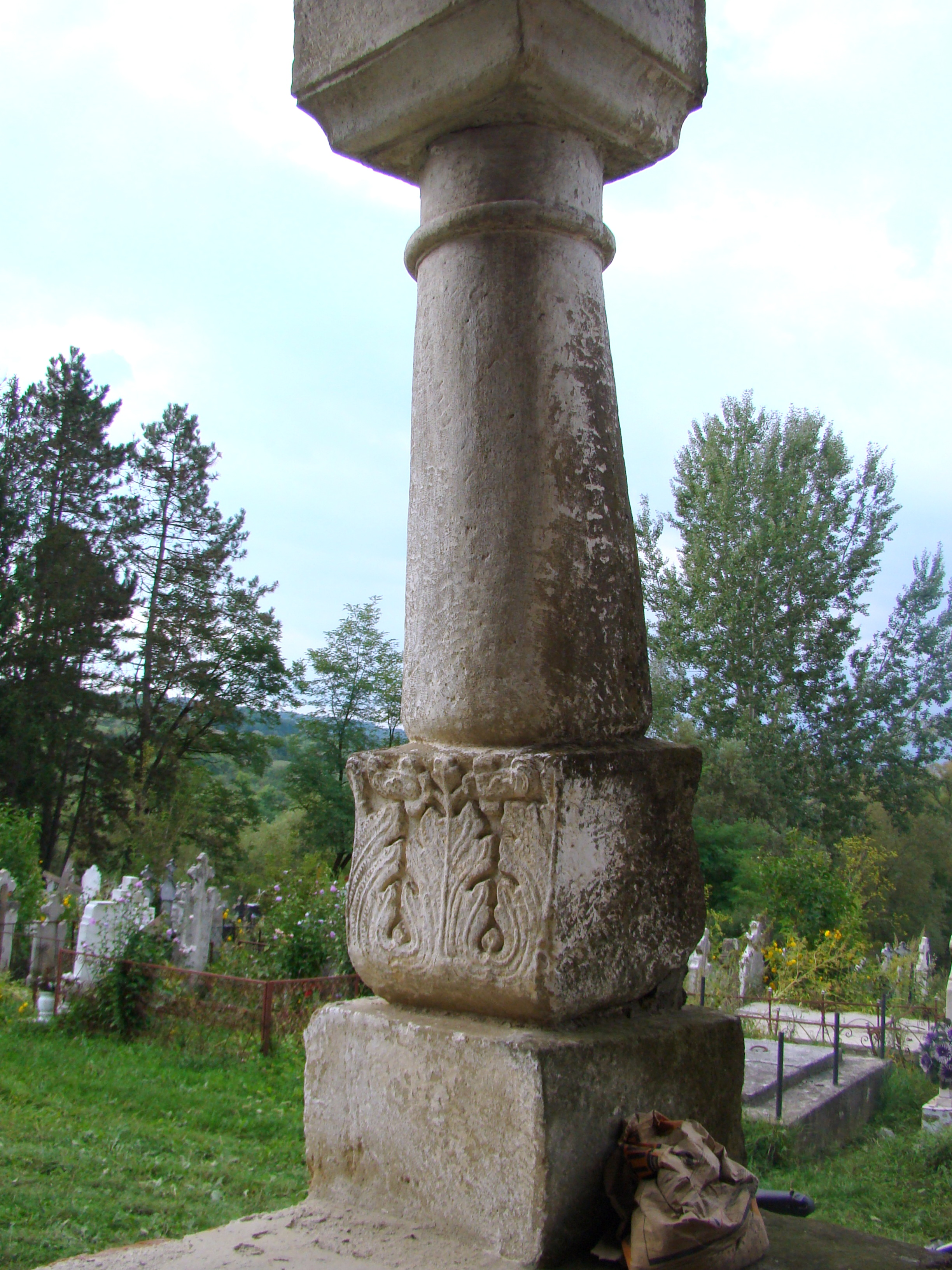
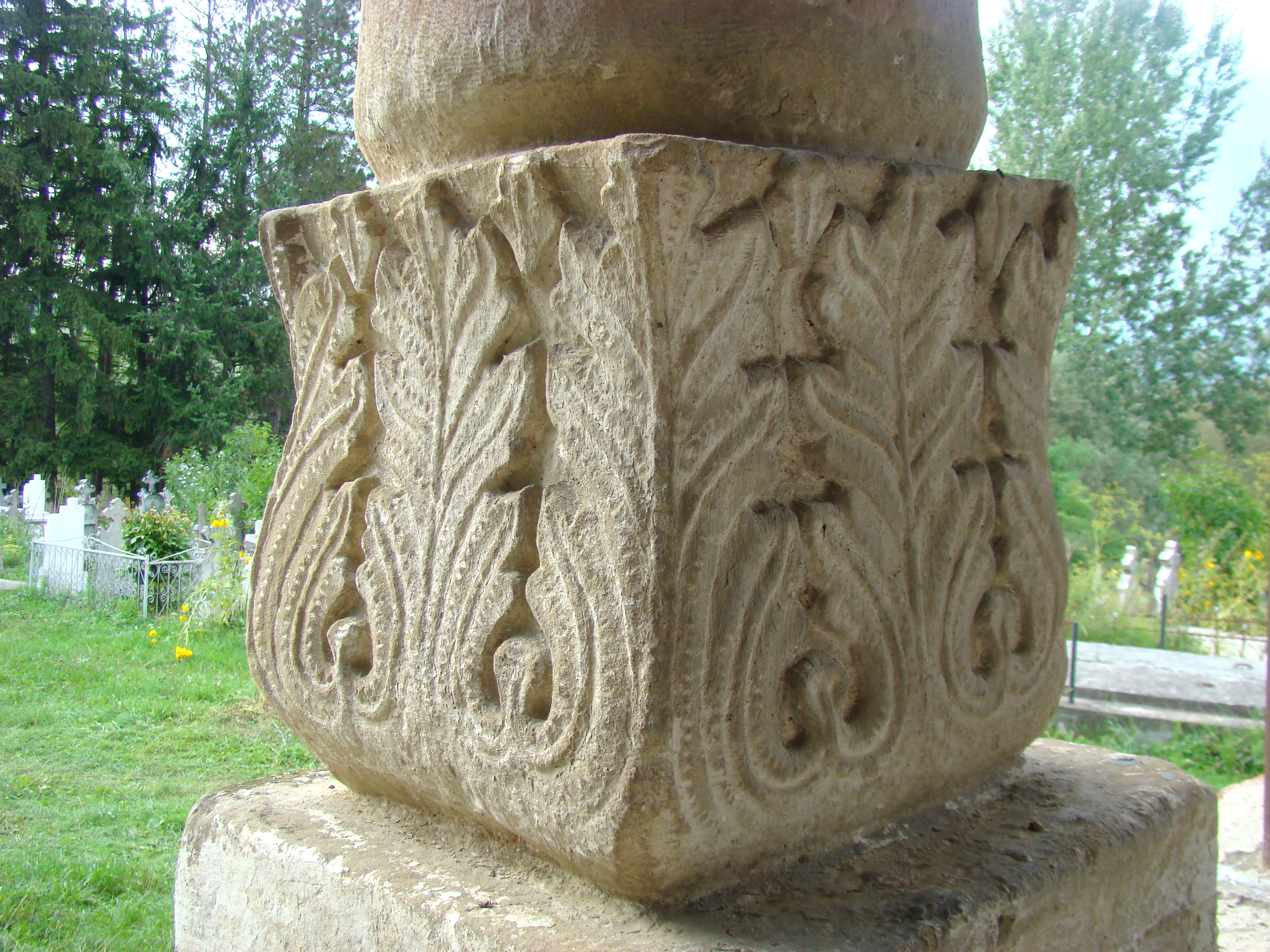
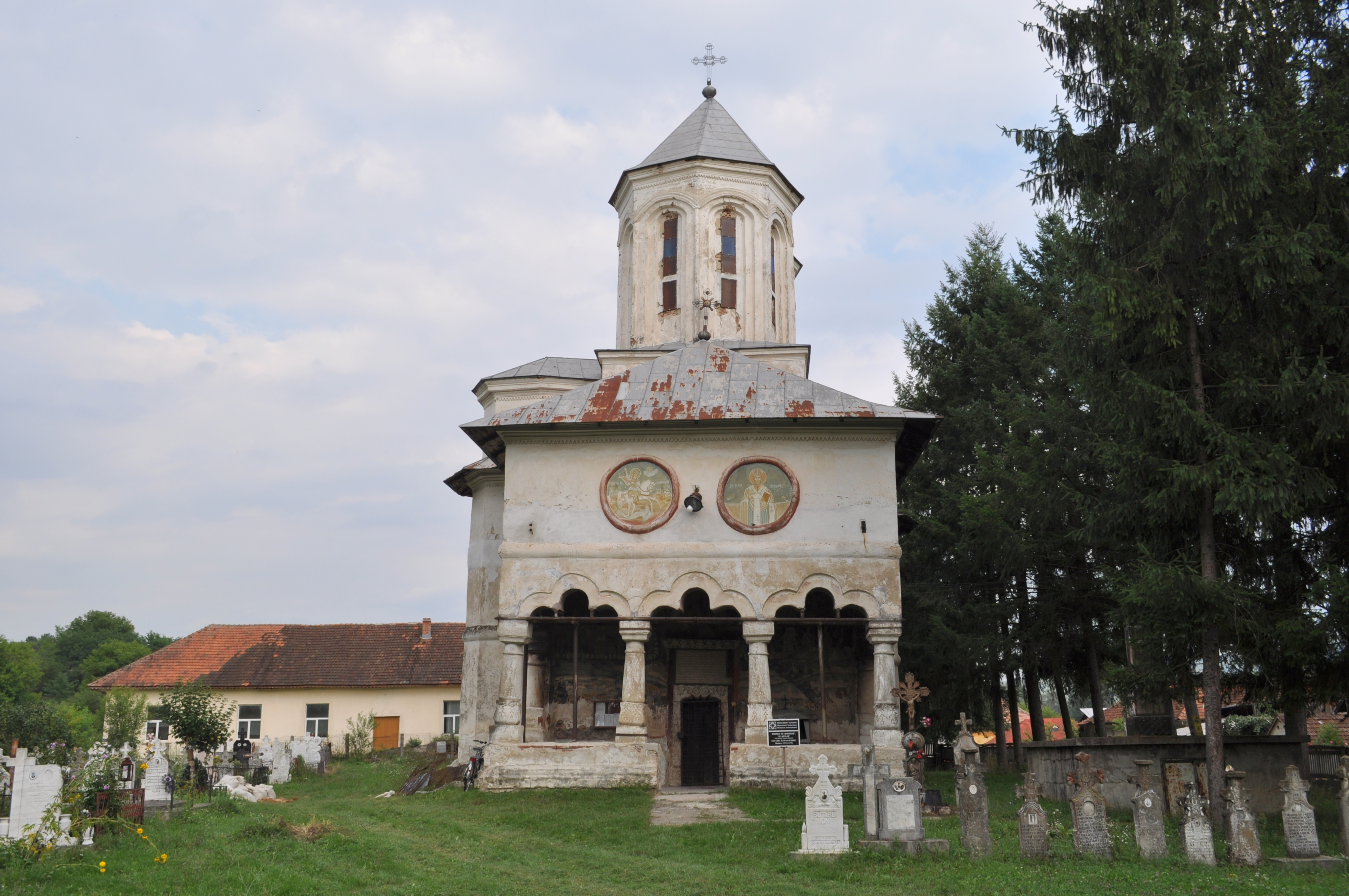